# 松方康
松方 康（まつかた こう、1933年3月27日 - 2011年11月27日）は、日本の経営者。三井海上火災保険社長、会長を務めた。

## 経歴
東京都出身。1955年に慶應義塾大学経済学部を卒業し、同年に大正海上火災保険(のちの三井海上火災保険)に入社。
1984年7月に取締役に就任し、1985年7月に常務、1988年6月に専務を経て、1990年1月に副社長に就任し、同年6月には社長に昇格。1996年6月に副会長に就任し、1997年6月には相談役に就任。1966年6月には三井物産監査役にも就任。
2011年11月27日腎不全のために死去。78歳没。